# 한영수 (사진 작가)
한영수(1933년~1999년)는 대한민국의 사진 작가이다. 1933년 개성에서 출생하였다. 한영수문화재단에서 그의 작품을 보존하고 출판하는 작업을 하고 있다. 

## 생애
한영수는 1933년 개성에서 출생하였으며, 유복한 환경에서 자라며, 그림과 사진을 취미로 하였다. 1955년 군에서 제대한 이후 본격적인 사진가로서의 활동을 시작하였으며, 1958년 리얼리즘 사진 연구 단체인 신선회에 가입하였다. 1950년대 말부터 광고 사진을 촬영하기 시작하였고, 1966년 광고 사진 스튜디오인 한영수사진연구소를 설립하였다.
한영수문화재단에서 그의 작품을 보존하고 출판하는 작업을 하고 있으며, 국제사진센터(ICP, International Center of Photography)에 대한민국 작가로서는 처음으로 작품이 소장되었다.

## 평가
한영수가 1950년대 중반부터 10년 동안 촬영한 사진은 전쟁 이후의 삶을 연민의 시각으로 바라보기보다는 세련된 미적 구도로 모던한 도시의 모습을 포착한 것으로 평가받는다.

## 사진집
- 우리강산, 열화당, 1986년
- 삶, 신태양사, 1987년
- Seoul, Modern Times, 한스그라픽, 2014년
- 한영수 : 꿈결 같은 시절, 한스그라픽, 2015년
- 시간 속의 강, 한스그라픽, 2017년